# Saint-Cyr-en-Pail
Saint-Cyr-en-Pail é uma comuna francesa na região administrativa da Pays de la Loire, no departamento de Mayenne. Estende-se por uma área de 20,65 km². Em 2010 a comuna tinha 507 habitantes (densidade: 24,6 hab./km²).